# The Days of Grays
The Days of Grays è il sesto album del gruppo musicale finlandese Sonata Arctica, pubblicato nel 2009 dalla Nuclear Blast.
Henrik Klingenberg, tastierista del gruppo, ha definito il nuovo materiale come un po' più dark e meno complesso del precedente album Unia. Ha inoltre dichiarato che non si può definire come un "ritorno alle origini", quel power metal veloce che caratterizzava i primi album, come Ecliptica e Silence.
Il titolo gioca con la pronuncia simile delle parole grays e grace.

## Tracce
Testi e musiche di Tony Kakko, fatta eccezione dove indicato, arrangiamenti dei Sonata Arctica.
1. Everything Fades to Gray (Instrumental) – 3:07
2. Deathaura (feat. Johanna Kurkela) – 7:59
3. The Last Amazing Grays – 5:40
4. Flag In The Ground – 4:09
5. Breathing – 3:55
6. Zeroes – 4:24
7. The Dead Skin – 6:15
8. Juliet – 5:59
9. No Dream Can Heal A Broken Heart (feat. Johanna Kurkela) – 4:33
10. As If the World Wasnt Ending – 3:49
11. The Truth Is Out There – 5:04
12. Everything Fades To Gray (Full Version) – 4:30
13. In The Dark – 5:22 – Traccia bonus nell'edizione limitata
14. Nothing More – 3:56 (testo: Tony Kakko – musica: Henrik Klingenberg) – Traccia bonus nell'edizione giapponese
15. In My Eyes You're A Giant – 4:42 – Traccia bonus nell'edizione giapponese e americana

CD bonus con 7 tracce orchestrali in edizione limitata
1. Deathaura – 8:04
2. The Last Amazing Grays – 5:45
3. Flag In The Ground – 4:13
4. Juliet – 6:03
5. As If The World Wasn't Ending – 3:53
6. The Truth Is Out There – 5:10
7. In The Dark – 5:27

CD bonus con 6 tracce live in edizione limitata giapponese
1. Paid In Full (Live in France) – 4:26
2. Black Sheep (Live in Italy) – 5:56
3. Draw Me (Live in Switzerland) – 4:06
4. It Won't Fade (Live in France) – 6:22
5. Replica (Live in Switzerland) – 4:38
6. Don't Say A Word (Live in Switzerland) – 6:08

## Formazione
- Tony Kakko - voce, tastiera
- Elias Viljanen - chitarra
- Tommy Portimo - batteria
- Marko Paasikoski - basso
- Henrik Klingenberg - tastiera